# Libamba
Libamba est un village du Cameroun situé dans l'arrondissement (commune) de Makak, le département du Nyong-et-Kéllé et la région du Centre. C'est un haut lieu du protestantisme au Cameroun.

## Géographie et climat
Le village de Libamba est localisé à 3° 32' 60" N de latitude et 11° 5' 60" E de longitude. Situé est à 80 km de Yaoundé, Libamba se trouve entre les gares de Makak (10 km) et de Minka (2 km).
Situé dans la zone de la forêt équatoriale, Libamba est caractérisé par un climat équatorial de type guinéen à quatre saisons :
- deux saisons des pluies de mars à juin et de septembre à novembre ;
- deux saisons sèches de juillet à août et de décembre à février.

Les précipitations y sont importantes avec une moyenne de précipitations annuelles de 1 888 mm et une courte période sèche peu marquée. La température moyenne tout au long de l'année est de 23,9 °C.
Le village est composé de petites collines entourées par de petites rivières permanentes à faible débit. Les sols sont majoritairement ferralitiques:

## Population
En 1962, la localité comptait 612 habitants, des Bassa.
Lors du recensement de 2005, on y a dénombré 1 312 personnes.

## Histoire et éducation

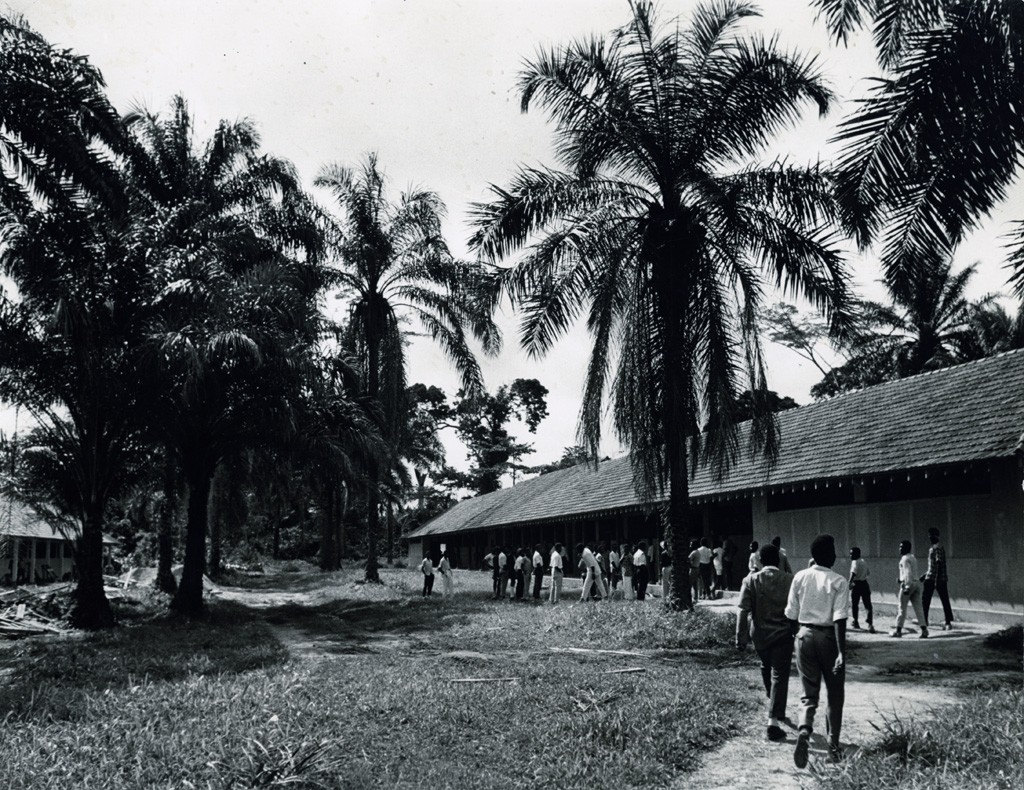
Collège évangélique de Libamba, 1950-1970.

Libamba est l'un des plus vieux sites protestants du Cameroun. Le village est célèbre pour son collège qui fait partie des établissements scolaires privés confessionnels du Cameroun. Créé en 1944 par les missionnaires américains et français, le collège de Libamba dont les enseignements ont débuté en 1946 sous la direction du pasteur Robert Pierce. Le site qui fut un pôle d’excellence est un vaste domaine de 186 hectares qui a marqué l’histoire de la zone de Makak et de tout le pays sur les plans intellectuel, religieux et économique. Le complexe comprend :
- le collège évangélique de Libamba et l’école primaire et maternelle qui ont contribué à la formation de l’élite camerounaise ;
- le dispensaire de Libamba qui dispose entre autres d’une salle d’opération ;
- un centre missionnaire pour la formation des cadres de l’Église protestante au Cameroun et en Afrique francophone ;
- la ferme école de Libamba qui a impulsé la vie économique locale avec son activité agropastorale

Depuis 1994, le complexe est en décrépitude avec des infrastructures en mauvais état.